# Thuiaria articulata
Thuiaria articulata is een hydroïdpoliep uit de familie Sertulariidae. De poliep komt uit het geslacht Thuiaria. Thuiaria articulata werd in 1766 voor het eerst wetenschappelijk beschreven door Peter Simon Pallas.

## Beschrijving
De gezamenlijke hydroïdpoliepen zien eruit als een kindertekening van een kerstboom. Ze hebben een opstaande stengel met zijtakken die paarsgewijs uitlopen en vanaf de 'stam' omhoog steken. De takken groeien allemaal in één vlak. De kolonie is gewoonlijk 4-8  cm in totale hoogte, maar kan uitgroeien tot 22 cm. T. articulata leeft in beschutte gebieden en komen veel voor aan de zuidkust van de Kaap. De voortplantingsorganen zijn eivormig met een duidelijke depressie in hun top.

## Verspreiding
Dit koloniale dier wordt gevonden langs de lengte van de Zuid-Afrikaanse kust tot 135 meter onder water. Het wordt ook gevonden bij Vema Seamount.